# (37771) 1997 GQ22
1997 جي كيو 22 (ويعرف أيضًا باسم (37771) 1997 جي كيو 22 وفق تسمية الكوكب الصغير) (بالإنجليزية: 1997 GQ22)‏ هو كويكب ضمن حزام الكويكبات؛ وترتيبه 37771 من حيث الاكتشاف.
اكتُشف هذا الجُرم الفلكي بواسطة بحث لنكولن عن الكويكبات القريبة من الأرض في 6 أبريل 1997.

## وصلات خارجية
- (37771) 1997 GQ22 في قاعدة بيانات مختبر الدفع النفاث لأجرام النظام الشمسي الصغيرة

- الاكتشاف · مخطط المدار ·  العناصر المدارية · المعلمات المادية

- (37771) 1997 GQ22 على موقع ويكي سكاي: DSS2, SDSS, GALEX, IRAS, Hydrogen α, X-Ray, Astrophoto, Sky Map, Articles and images